# NGC 315

NGC 315

NGC 315 هي مجرة إهليلجية تقع في كوكبة الحوت. تم اكتشافها في 11 سبتمبر 1784 من قبل وليام هيرشل.

## وصلات خارجية
- NGC 315 على موقع ويكي سكاي: DSS2, SDSS, GALEX, IRAS, Hydrogen α, X-Ray, Astrophoto, Sky Map, Articles and images